# Eric Wilson (journaliste)
Pour les articles homonymes, voir Eric Wilson et Wilson.
Eric Wilson est un journaliste de mode américain.

## Biographie
Eric Wilson est originaire de Virginie-Occidentale. Il quitte son État natal pour la ville de New York pour ses études de journalisme, qui le conduiront à intégrer en tant qu'interne la revue Interview à l'Université de New York, lorsque celui-ci était sous la direction d'Ingrid Sischy. Il commence sa carrière en collaborant au New York Newsday et à l'Institutional Investor. En 1997, il rejoint le Women's Wear Daily, et est également rédacteur de la rubrique Month In Fashion du magazine W. Il intègre la rédaction du quotidien The New York Times en 2005 qu'il quitte en octobre 2013.